# Comitatul Teton, Montana
- Acest articol se referă la Comitatul Teton, statul american Montana. Pentru alte utilizări ale toponimului Teton, vedeți Teton (dezambiguizare).

Comitatul Teton (în engleză Teton County) este un comitat din statul Montana, Statele Unite ale Americii.

## Demografie
|  | Graficele sunt indisponibile din cauza unor probleme tehnice. Mai multe informații se găsesc la Phabricator și la wiki-ul MediaWiki. |

Date: Wikidata - grafică realizată de Wikipedia